# Zab Judah
Zabdiel Judah, detto Zab (Brooklyn, 27 ottobre 1977), è un pugile statunitense.
Soprannominato "Super", è stato campione indiscusso dei pesi welter. Ha detenuto la corona IBF dei welter jr. e le cinture IBF, WBO, WBC e WBA dei welter.

## Biografia
Zabdiel Judah nasce il 27 ottobre 1977 a Brooklyn, uno degli undici figli di Yoel Judah, un ex sei volte campione di kickboxing, nonché suo allenatore da sempre. Ha nove fratelli e due sorelle. Cinque dei nove figli maschi di Yoel decidono di entrare nel mondo della boxe: uno di questi è proprio Zab.

## Carriera

### Carriera da professionista

#### Gli inizi
Judah conquista il titolo ad interim IBF dei welter jr. con una vittoria per KO alla 4ª ripresa ai danni di Wilfredo Negron, il 16 gennaio 1999 a Las Vegas. Judah inizia bene il match: riesce a imporsi sull'avversario e a vincere ogni round. Atterra l'avversario per ben tre volte nel 4º round (sempre con un destro), prima dello stop da parte dell'arbitro.

#### Campione indiscusso
Judah vs Mayweather
Incontro serrato e dal verdetto controverso per alcuni. In realtà nel tabellino finale Mayweather vincerà con verdetto unanime grazie alla maggiore precisione dei suoi colpi e con una percentuale decisamente migliore di quelli andati a segno (116–112, 117–113, 119–109 per Mayweather). Nonostante questo lo stile difensivo e fatto di ripartenze veloci di Judah ha creato non poche difficoltà a Mayweather che in diverse occasioni ha incassato colpi pesanti. L'incontro è ricordato anche per la "rissa" sfiorata tra Roger Mayweather e l'angolo di Judah in seguito ad una evidente scorrettezza di Judah che ha colpito Mayweather sotto la cintura.